# Lebutun (Tabulasi)
Lebutun ist ein osttimoresischer Ort im Suco Seloi Craic (Verwaltungsamt Aileu, Gemeinde Aileu).

## Geographie
Der Weiler Lebutun liegt im Osten der Aldeia Tabulasi auf einer Meereshöhe von 1002 m. Eine Straße durchquert die Siedlung von Nord nach Süd. Einen halben Kilometer nördlich befindet sich das Dorf Tabulasi, in dem auch die nächstgelegene Grundschule steht. Einen Kilometer südlich liegt das Dorf Halameta (Aldeia Halalmeta).